# Dubinowo
Dubinowo (biał. Дубіна; ros. Дубино) – wieś na Białorusi, w obwodzie witebskim, w rejonie brasławskim, w sielsowiecie Plusy.

## Historia
W czasach zaborów ówczesna wieś leżała w granicach Imperium Rosyjskiego.
W latach 1921–1939 kolonia leżała w Polsce, w województwie nowogródzkim (od 1926 w województwie wileńskim), w powiecie brasławskim, w gminie Plusy.
Według Powszechnego Spisu Ludności z 1921 roku zamieszkiwało tu 396 osób, 16 było wyznania rzymskokatolickiego, 18 staroobrzędowego, a 362 mojżeszowego. Jednocześnie 16 mieszkańców zadeklarowało białoruską przynależność narodową, 362 żydowską, a 18 rosyjską. Było tu 77 budynków mieszkalnych. W 1931 w 71 domach zamieszkiwały 382 osoby.
Wierni należeli do parafii rzymskokatolickiej w Plusach i prawosławnej w Brasławiu. Miejscowość podlegała pod Sąd Grodzki w Brasławiu i Okręgowy w Wilnie; właściwy urząd pocztowy mieścił się w Plusach.
Po 1934 roku strażnica KOP „Olszany” została przeniesiona do Dubinowa. Strażnica liczyła około 18 żołnierzy i rozmieszczona była przy linii granicznej z zadaniem bezpośredniej ochrony granicy państwowej, podlegała pod 3 kompanię KOP „Dundery”. W 1939 umiejscowiono tu placówkę Straży Granicznej I linii „Dubinowo”. 
W wyniku napaści ZSRR na Polskę we wrześniu 1939 miejscowość znalazła się pod okupacją sowiecką. Od czerwca 1941 roku pod okupacją niemiecką. W 1944 miejscowość została ponownie zajęta przez wojska sowieckie i włączona do Białoruskiej SRR. 
Od 1991 w składzie niepodległej Białorusi.